# Andropolia vancouvera
Andropolia vancouvera är en fjärilsart som beskrevs av Embrik Strand 1921. Andropolia vancouvera ingår i släktet Andropolia och familjen nattflyn. Inga underarter finns listade i Catalogue of Life.